# Orthotomus chloronotus
Orthotomus chloronotus là một loài chim thuộc họ Chiền chiện. Đây là loài đặc hữu của khu vực phía bắc đảo Luzon của Philippines. Sinh cảnh tự nhiên của loài này là rừng thấp ẩm nhiệt đới, rừng ngập mặn nhiệt đới và sinh trưởng thứ cấp.

## Mô tả
EBird mô tả loài chim này là "Một loài chim nhỏ, có mỏ dài, đuôi dài, thường sống trong những tầng cây thấp rậm rạp trong rừng thấp và đồi thấp dưới chân núi, cũng như trong những rừng trúc ở phía bắc Luzon. Có cánh, lưng và đuôi màu ô liu, ngực màu xám có vết sọc, có chỏm lông đầu chạy xuống dưới mắt màu hung đỏ, chân màu cam. Rất giống với chích bông lưng xám, nhưng lông ngực lại trắng và lưng xanh."

## Sinh thái và hành vi
Loài này ăn động vật không xương sống nhỏ. Chúng thường được ghi nhận tìm kiếm thức ăn trong các tầng cây thấp, và thường đi theo cặp. 
Mùa sinh sản của loài này được cho là diễn ra ít nhất từ tháng ba đến tháng năm. Tổ của loài này thường được làm cao từ 2 đến 10 mét so với mặt đất, trên đầu một nhánh hoặc lá của một loài dương xỉ. Giống như các loài thuộc chi Chích bông khác, tổ của chúng rất phức tạp và được kết lại với nhau thành hình túi. Chim cái đẻ từ 2 đến 3 trứng, có màu trắng với các đốm màu đỏ và nâu.

## Sinh cảnh và tình trạng bảo tồn
Loài này sống ở bìa rừng thấp và những khoảng rừng thưa, hoặc trên vùng đất nông nghiệp hay bất kỳ vùng sinh trưởng thứ cấp nào có tầng cây dày đặc lên đến 1.060 mét so với mực nước biển.
Sách đỏ IUCN đánh giá loài này là ít quan tâm.